# Cacia integricornis
Cacia integricornis là một loài bọ cánh cứng trong họ Cerambycidae.